# Друзь Олег Васильович
Олег Васильович Друзь (нар. 10 квітня 1970) — український психіатр та високопосадовець у сфері військової психіатрії, головний психіатр Міноборони України та ЗСУ. Двічі, у 2017 та 2025, викритий правоохоронними органами України на отриманні великих сум хабарів.

## Життєпис
Навесні 2017 року Друзя, начальника Клініки психіатрії військового госпіталю та головного психіатра Міноборони, було затримано на отриманні хабаря. За даними київської прокуратури, він вимагав 52 тис. грн за допомогу в ухиленні від військової служби. За кілька місяців справу проти нього закрили через «відсутність складу злочину».
Восени 2017 року Друзь на засіданні комітету Верховної ради з питань охорони здоров'я заявив, що більшості учасників АТО після демобілізації необхідна психіатрична допомога, а самі військові начебто можуть бути потенційно небезпечними для суспільства. Його слова бійці АТО сприйняли буквально й навіть запустили флешмоб «Я — один із 93 %». Згодом Міністр оборони України Степан Полторак відсторонив Друзя з посади. Попри відсторонення, Друзь продовжив керувати Клінікою психіатрії.

## Кримінальне провадження
21 січня 2025 працівники СБУ затримали Друзя як головного психіатра ЗСУ та заступника голови Центральної ВЛК. Відповідно до своєї посади, він розв'язував питання про придатність військових до проходження служби. За даними слідства, Друзь протягом повномасштабного вторгнення РФ отримав необґрунтованих активів на понад $1 млн, при цьому він не відображав це майно у деклараціях та оформив його на дружину, доньку, синів та сторонніх осіб. Під час обшуків у нього виявили $152 тис. та 34 тис. євро готівкою.
Адвокат Друзя стверджував, що у того стався інсульт і його у важкому стані госпіталізовали, проте у суді Друзь заявив, що «переніс інфаркт на ногах». Таким чином, захист Друзя сподівався на призначення запобіжного заходу, не пов'язаного з триманням під вартою. Натомість наполягав на перебуванні в медустанові. Суд обрав йому запобіжний захід у вигляді утримання під вартою на 60 днів або 49,37 млн грн застави.
17 березня 2025 року Шевченківський суд Києва продовжив Друзю тримання під вартою до 21 квітня з заставою в 49 млн грн.

## Професійна діяльність
Заслужений лікар України, старший офіцер медичної служби ЗСУ.
В 2004 р. захистив кандидатську, а в 2013 — докторську дисертацію.
Наукові інтереси: психіатрія, наркологія, тривожно-депресивні розлади, суїцидологія, ПТСР, організація психіатричної та наркологічної допомоги, невідкладні стани в психіатрії, психопрофілактика у комбатантів. Автор понад 200 наукових праць.

## Особисте життя

### Родина
Дружина Сєдова Ольга Володимирівна, має доньку та синів. Дружина та донька є громадянками РФ.